# Olympische Sommerspiele 2004/Leichtathletik – 3000 m Hindernis (Männer)
Der 3000-Meter-Hindernislauf der Männer bei den Olympischen Spielen 2004 in Athen wurde am 21. und 24. August 2004 im Olympiastadion Athen ausgetragen. 39 Athleten nahmen teil.
Alle Medaillen gingen an Läufer aus Kenia. Olympiasieger wurde Ezekiel Kemboi vor Brimin Kipruto und Paul Kipsiele Koech.
Für Österreich trat Martin Pröll an, der in der Vorrunde ausschied.

Athleten aus Deutschland, der Schweiz und Liechtenstein nahmen nicht teil.

## Aktuelle Titelträger
| Olympiasieger 2000                      | Reuben Kosgei ( Kenia)                                          | 8:21,43 min                                                     | Sydney 2000        |
| Weltmeister 2003                        | Saif Saaeed Shaheen ( Katar)                                    | 8:04,39 min                                                     | Paris 2003         |
| Europameister 2002                      | Antonio David Jiménez ( Spanien)                                | 8:24,34 min                                                     | München 2002       |
| Panamerikanischer Meister 2003          | Néstor Nieves ( Venezuela)                                      | 8:34,26 min                                                     | Santo Domingo 2003 |
| Zentralamerika und Karibik-Meister 2003 | 3000 m Hindernis nicht als Meisterschaftswettbewerb ausgetragen | 3000 m Hindernis nicht als Meisterschaftswettbewerb ausgetragen | St. George’s 2003  |
| Südamerika-Meister 2003                 | Néstor Nieves ( Venezuela)                                      | 8:46,41 min                                                     | Barquisimeto 2003  |
| Asienmeister 2003                       | Khamis Abdullah Saifeldin ( Katar)                              | 8:51,60 min                                                     | Manila 2003        |
| Afrikameister 2004                      | David Chemweno ( Kenia)                                         | 8:17,31 min                                                     | Brazzaville 2004   |
| Ozeanienmeister 2002                    | Neville Smith ( Neuseeland)                                     | 9:47,07 min                                                     | Christchurch 2002  |

## Rekorde

### Bestehende Rekorde
| Weltrekord         | 7:55,28 min | Brahim Boulami ( Marokko) | Brüssel, Belgien          | 24. August 2001    |
| Olympischer Rekord | 8:05,51 min | Julius Kariuki ( Kenia)   | Finale OS Seoul, Südkorea | 30. September 1988 |

Der bestehende olympische Rekord wurde bei diesen Spielen nicht erreicht. Die schnellste Zeit erzielte der kenianische Olympiasieger Ezekiel Kemboi mit 8:05,81 min im Finale am 24. August. Den olympischen Rekord verfehlte er dabei um genau drei Zehntelsekunden. Zum Weltrekord fehlten ihm 10,30 Sekunden.

### Rekordverbesserungen
Es wurden zwei Landesrekorde aufgestellt:
- 8:26,17 min – Iwan Lukjanow (Republik Moldau), erster Vorlauf am 21. August
- 8:48,65 min – Bashir Ibrahim (Kuwait), zweiter Vorlauf am 21. August

## Vorrunde
Insgesamt wurden drei Vorläufe absolviert. Für das Finale qualifizierten sich pro Lauf die ersten drei Athleten (hellblau unterlegt). Darüber hinaus kamen die sechs Zeitschnellsten, die sogenannten Lucky Loser (hellgrün unterlegt), weiter.
Anmerkung: Alle Zeiten sind in Ortszeit Athen (UTC+2) angegeben.

### Vorlauf 1

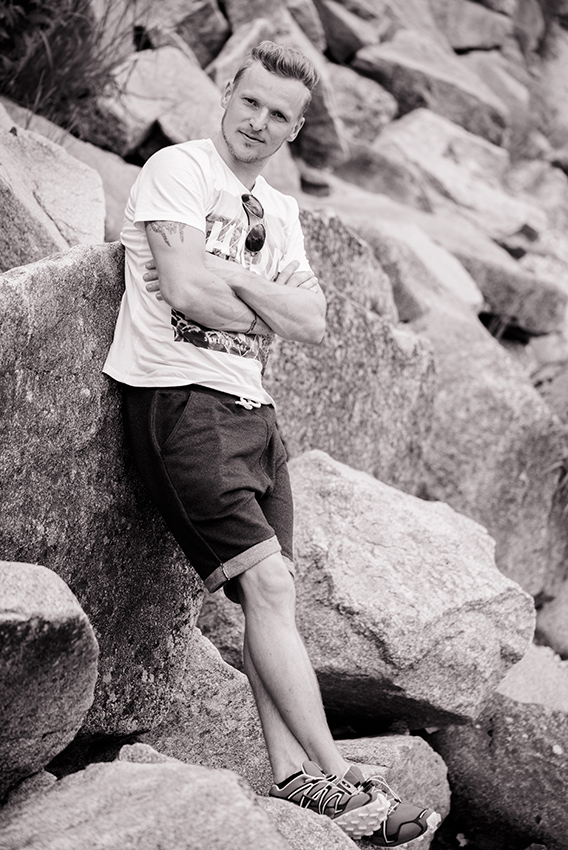
Martin Pröll (Foto: 2013) – schied aus als Achter des ersten Vorlaufs
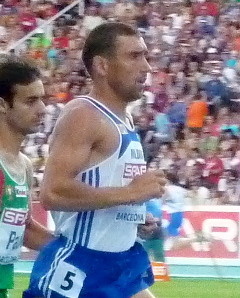
Iwan Lukjanow erreichte als Neunter des ersten Vorlaufs trotz Landesrekords nicht das Finale
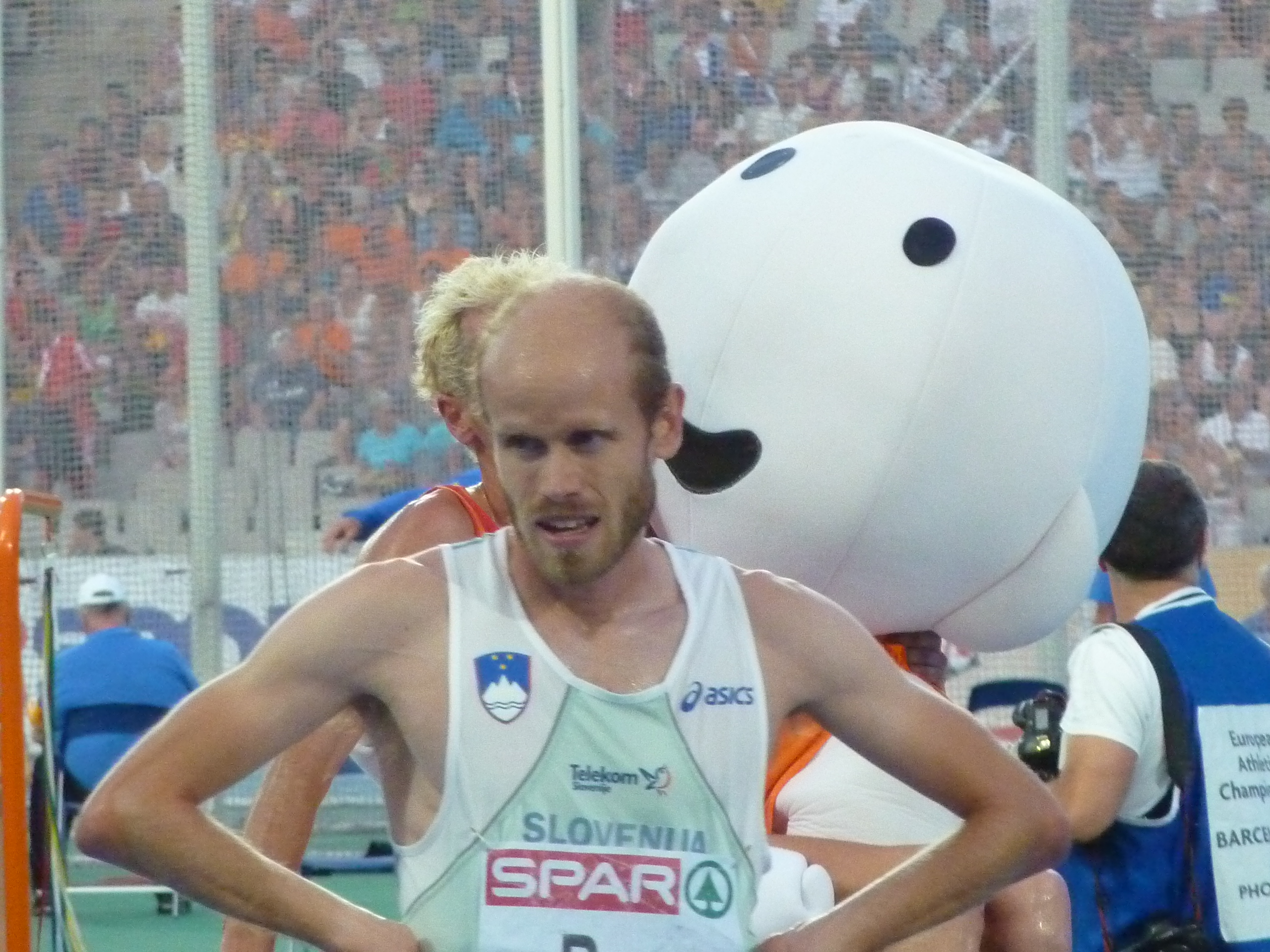
Boštjan Buč – ausgeschieden als Zehnter des ersten Vorlaufs

21. August 2004, 22:05 Uhr
| Platz | Name                      | Nation           | Zeit (min) | Anmerkung |
| ----- | ------------------------- | ---------------- | ---------- | --------- |
| 1     | Khamis Abdullah Saifeldin | Katar            | 8:17,89    |           |
| 2     | Ezekiel Kemboi            | Kenia            | 8:18,20    |           |
| 3     | Bouabdellah Tahri         | Frankreich       | 8:18,98    |           |
| 4     | Daniel Lincoln            | USA              | 8:19,62    |           |
| 5     | Ali Ezzine                | Marokko          | 8:20,18    |           |
| 6     | Eliseo Martín             | Spanien          | 8:21,88    |           |
| 7     | Radosław Popławski        | Polen            | 8:22,16    |           |
| 8     | Martin Pröll              | Österreich       | 8:26,01    |           |
| 9     | Iwan Lukjanow             | Moldau           | 8:26,17    | NR        |
| 10    | Boštjan Buč               | Slowenien        | 8:37,29    |           |
| 11    | Pawel Potapowitsch        | Russland         | 8:52,65    |           |
| DNF   | Giuseppe Maffei           | Italien          |            |           |
| DNS   | Roberto Mandje            | Äquatorialguinea |            |           |
| DNS   | Lotfi Turki               | Tunesien         |            |           |

### Vorlauf 2
21. August 2004, 22:18 Uhr
| Platz | Name               | Nation      | Zeit (min) | Anmerkung |
| ----- | ------------------ | ----------- | ---------- | --------- |
| 1     | Brimin Kipruto     | Kenia       | 8:15,11    |           |
| 2     | Simon Vroemen      | Niederlande | 8:15,28    |           |
| 3     | Luis Miguel Martín | Spanien     | 8:16,90    |           |
| 4     | Mustafa Mohamed    | Schweden    | 8:19,37    |           |
| 5     | Vincent Le Dauphin | Frankreich  | 8:20,13    |           |
| 6     | Jan Zakrzewski     | Polen       | 8:23,72    |           |
| 7     | Roman Ussow        | Russland    | 8:24,19    |           |
| 8     | Wadym Slobodenjuk  | Ukraine     | 8:24,84    |           |
| 9     | Abdelatif Chemlal  | Marokko     | 8:29,36    |           |
| 10    | Tewodros Shiferaw  | Äthiopien   | 8:33,15    |           |
| 11    | Abdelhakim Maazouz | Algerien    | 8:36,12    |           |
| 12    | Robert Gary        | USA         | 8:38,01    |           |
| 13    | Ruben Ramolefi     | Südafrika   | 8:46,17    |           |
| 14    | Bashir Ibrahim     | Kuwait      | 8:48,65    | NR        |

### Vorlauf 3

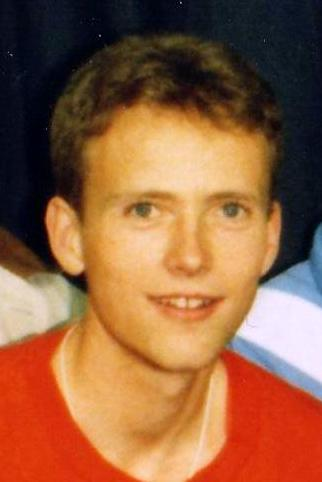
Jim Svenøy – ausgeschieden als Zehnter
des dritten Vorlaufs

21. August 2004, 22:31 Uhr
| Platz | Name                  | Nation         | Zeit (min) |
| ----- | --------------------- | -------------- | ---------- |
| 1     | Musa Amer Obaid       | Katar          | 8:23,94    |
| 2     | Antonio David Jiménez | Spanien        | 8:24,13    |
| 3     | Paul Kipsiele Koech   | Kenia          | 8:24,98    |
| 4     | Zouhair Ouerdi        | Marokko        | 8:27,55    |
| 5     | Justin Chaston        | Großbritannien | 8:28,35    |
| 6     | Yoshitaka Iwamizu     | Japan          | 8:29,07    |
| 7     | Peter Nowill          | Australien     | 8:29,14    |
| 8     | Anthony Famiglietti   | USA            | 8:31,59    |
| 9     | Alexander Greaux      | Puerto Rico    | 8:33,62    |
| 10    | Jim Svenøy            | Norwegen       | 8:33,97    |
| 11    | Manuel Silva          | Portugal       | 8:38,31    |
| 12    | Luleseged Wale        | Äthiopien      | 8:50,73    |
| 13    | Jakub Czaja           | Polen          | 8:56,24    |

## Finale
24. August 2004, 21:40 Uhr
| Platz | Name                      | Nation      | Zeit (min) |
| ----- | ------------------------- | ----------- | ---------- |
| 1     | Ezekiel Kemboi            | Kenia       | 8:05,81    |
| 2     | Brimin Kipruto            | Kenia       | 8:06,11    |
| 3     | Paul Kipsiele Koech       | Kenia       | 8:06,64    |
| 4     | Musa Amer Obaid           | Katar       | 8:07,18    |
| 5     | Luis Miguel Martín        | Spanien     | 8:11,64    |
| 6     | Simon Vroemen             | Niederlande | 8:13,25    |
| 7     | Bouabdellah Tahri         | Frankreich  | 8:14,26    |
| 8     | Ali Ezzine                | Marokko     | 8:15,58    |
| 9     | Eliseo Martín             | Spanien     | 8:15,77    |
| 10    | Vincent Le Dauphin        | Frankreich  | 8:16,15    |
| 11    | Daniel Lincoln            | USA         | 8:16,86    |
| 12    | Radosław Popławski        | Polen       | 8:17,32    |
| 13    | Mustafa Mohamed           | Schweden    | 8:18,05    |
| 14    | Antonio David Jiménez     | Spanien     | 8:22,63    |
| 15    | Khamis Abdullah Saifeldin | Katar       | 8:36,66    |

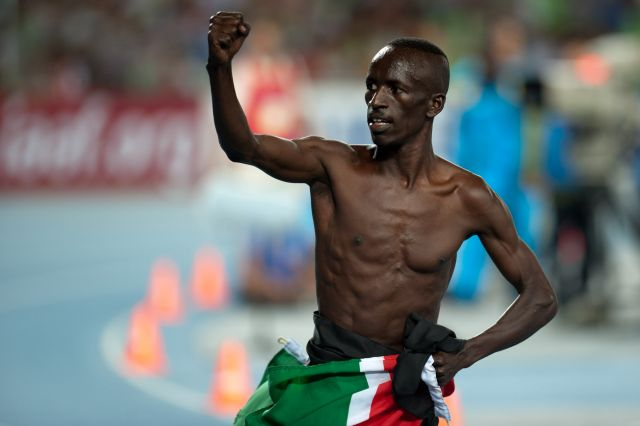
Ezekiel Kemboi lief zu seinem ersten von zwei Olympiasiegen

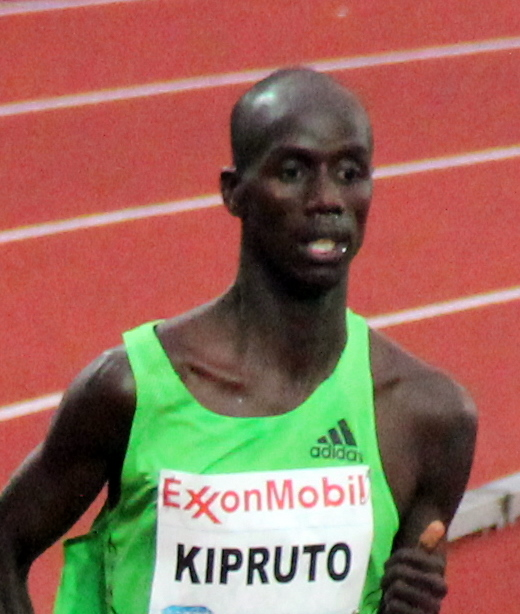
Silbermedaillengewinner Brimin Kipruto

Für das Finale hatten sich alle drei Kenianer und alle drei Spanier sowie zwei Franzosen und zwei Läufer aus Katar qualifiziert. Komplettiert wurde das Starterfeld durch je einen Teilnehmer aus Marokko, den Niederlanden, Polen, Schweden und den USA.
Klarer Favorit wäre eigentlich der seit 2002 für Katar startende Saif Saaeed Shaheen gewesen. Er hatte Katars Staatsbürgerschaft angenommen, nachdem er zuvor unter seinem Geburtsnamen Stephen Cherono für sein Heimatland Kenia gelaufen war. Unter seinem neuen Namen wurde er im Jahr 2003 Weltmeister und im September nach den Spielen von 2000 in Athen brachte er auch den Weltrekordhalt in seinen Besitz. Das IOC sperrte Shaheen für die Spiele 2004 und verabschiedete daraufhin eine Regelung, die es Athleten für einen Zeitraum von drei Jahren verbietet, an einem internationalen Wettbewerb teilzunehmen, wenn sie zuvor für ein anderes Land bei einem solchen Wettbewerb gestartet waren. Diese Regel kann nur bei vorliegendem Einverständnis von Athlet und den beiden beteiligten Verbänden außer Kraft gesetzt werden. In Shaheens Fall verweigerte jedoch der kenianische Leichtathletik-Verband seine Zustimmung zu einem Start in Athen.
Als Favoriten in Athen galten somit die Läufer aus Kenia, die diesen Wettbewerb seit Jahren dominierten. Vizeweltmeister Ezekiel Kemboi, Brimin Kipruto und Paul Kipsiele Koech hießen die drei kenianischen Vertreter und Konkurrenz mussten sie kaum fürchten. Am ehesten kamen dafür der spanische WM-Dritte Eliseo Martín, der französische WM-Vierte Bouabdellah Tahri, der marokkanische Vizeweltmeister von 2001 Ali Ezzine sowie der niederländische Vizeeuropameister Simon Vroemen in Frage.
Es dauerte im Finale nicht lange, bis die drei Kenianer das Kommando übernahmen und sich gegenseitig unterstützten. Die 1000-Meter-Zwischenzeit von 2:42,55 min wies ein zügiges Rennen von Beginn an aus. Entsprechend früh zog sich das Läuferfeld in die Länge, viele Athleten fielen zurück und konnten diesem Tempo nicht folgen. Die Renntaktik der Kenianer mit unrhythmischem Laufen ließ das Feld in den langsameren Phasen zwischendurch immer wieder mal etwas aufschließen. Doch diese Laufgestaltung war zermürbend und auf Dauer entstanden immer größere Lücken unter den verschiedenen kleineren Gruppen, die sich zusammenfanden. Schon vor dem letzten Kilometer war neben den drei Kenianern nur noch der Katari Musa Amer Obaid, ebenfalls in Kenia geboren, in der Spitzengruppe zu finden. Die zweiten tausend Meter wurden in 2:41,72 min gelaufen. Den vier Führenden folgte mit ca. fünfzehn Metern Rückstand eine Zweiergruppe mit dem Spanier Luis Miguel Martín und Ezzine. Weitere knapp zehn Metern dahinter lief Tahri und mühte sich um Anschluss. In der vorletzten Runde musste Obaid sehr darum kämpfen, den Kontakt nach vorne zu halten, obwohl diese Runde nicht übermäßig schnell war. Zu Beginn der Schlussrunde hatte Martín sogar noch einmal Anschluss gefunden. Bis zum Ende der Gegengeraden führte Koech, das Rennen wurde nun immer schneller, es gab einen langgezogenen Spurt und Martín fiel wieder zurück. Kurz vor Beginn der Zielkurve übernahm Kemboi die Führung, schien jedoch noch nicht wirklich Ernst zu machen. Mit Handzeichen spornte er seine Landsleute an, Obaid hatte als Vierter immer noch Kontakt. Doch zu Beginn der Zielgeraden forcierte Kemboi das Tempo noch einmal deutlich. Zunächst konnte Kipruto noch folgen, während Koech und Obaid um Bronze kämpften. Aber auf den letzten fünfzig Metern war klar, dass Ezekiel Kemboi die Goldmedaille sicher hatte. Er musste sich am Schluss nicht mehr voll ausgeben. Brimin Kipruto wurde sicherer Zweiter, Paul Kipsiele Koech entschied das Rennen um Bronze eindeutig für sich. Vierter wurde Musa Amer Obaid vor Luis Miguel Martín. Simon Vroemen konnte sich vor Bouabdellah Tahri noch auf den sechsten Rang vorkämpfen. Platz acht belegte Ali Ezzine vor Eliseo Martín. Der letzte Kilometer lag mit 2:41,54 min etwa im Rahmen der ersten beiden Kilometer-Abschnitte. Am olympischen Rekord fehlten letztendlich nur drei Zehntelsekunden.
Ezekiel Kemboi gewann die achte kenianische Goldmedaille über 3000 Meter Hindernis. Es war die sechste in Folge für Kenia. Zum zweiten Mal nach 1992 gelang der kenianischen Mannschaft ein Dreifacherfolg in dieser Disziplin. Es war der dritte Dreifacherfolg insgesamt auf dieser Strecke. 1928 hatten drei Finnen alle drei Medaillen gewinnen können.

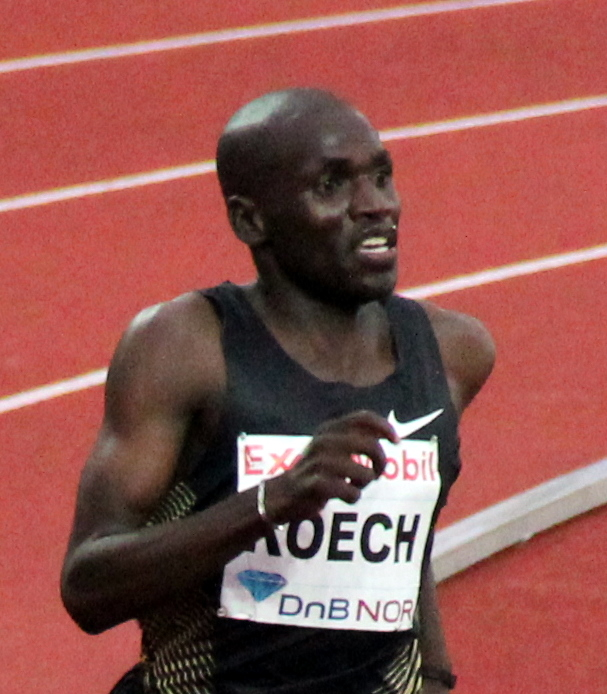
Bronzemedaillengewinner Pau  Kipsiele Koech
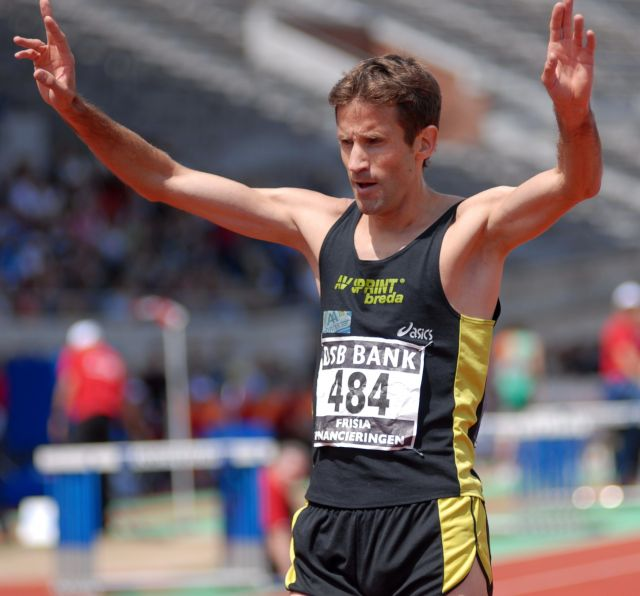
Simon Vroemen belegte im Finale Platz sechs
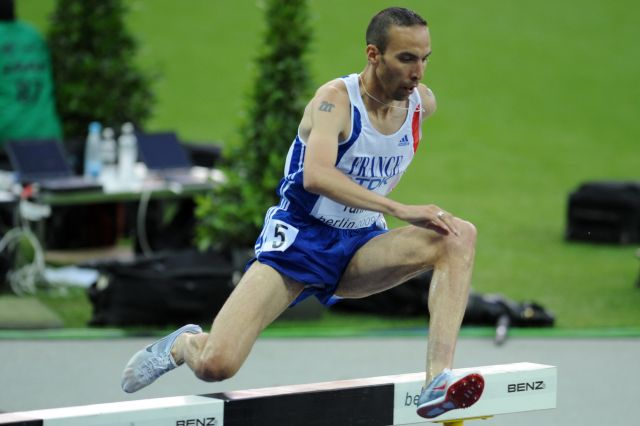
Der Olympiasiebte Bouabdellah Tahrieich
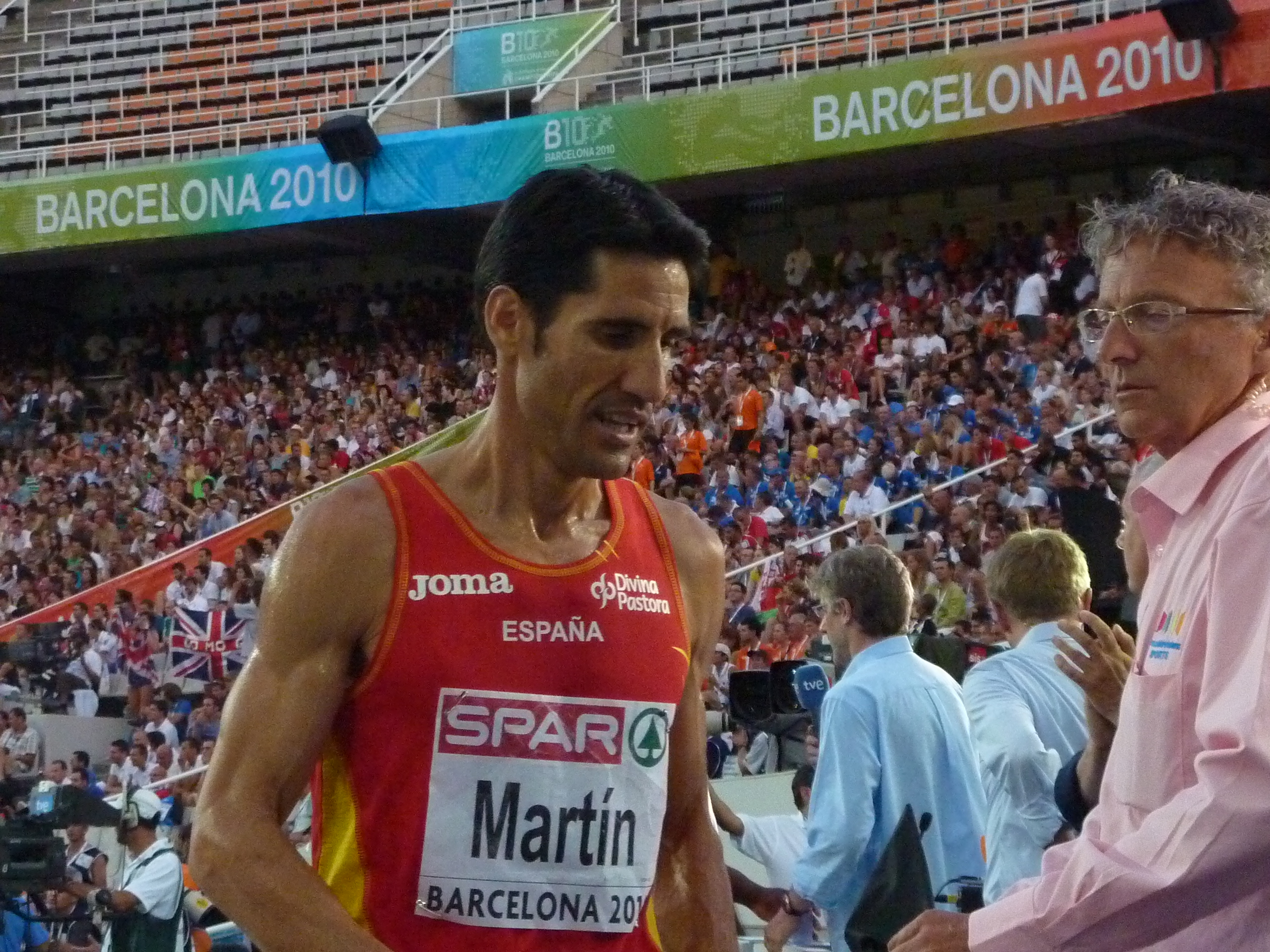
Eliseo Martín wurde Neunter

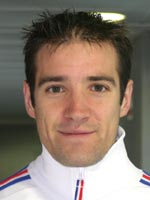
Vincent Le Dauphin – Platz zehn
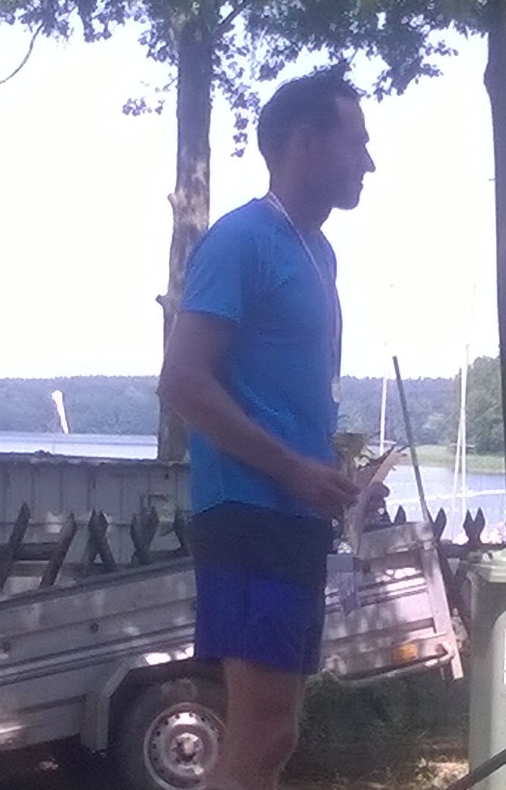
Radosław Popławski erreichte Rang zwölf
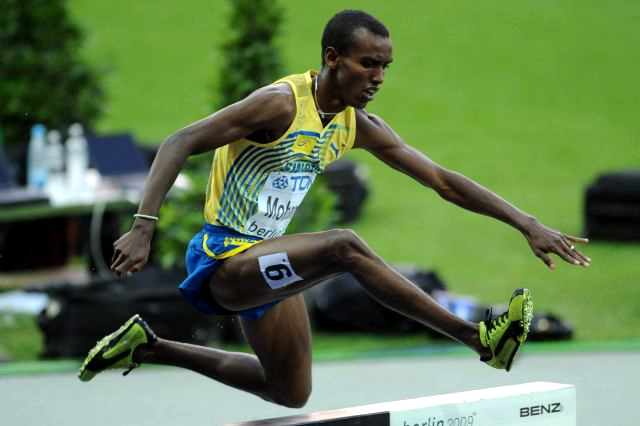
Mustafa Mohamed kam auf Platz dreizehn

## Videolinks
- 2004 Olympics Men's 3000m Steeplechase, youtube.com, abgerufen am 16. Februar 2022
- 3000m Steeplechase Final - 2004, youtube.com, abgerufen am 25. April 2018